# Юг, Матей
Матей Юг (25 сентября 1980, Любляна, Югославия) — словенский футбольный арбитр категории ФИФА (с 2007 года).

## Карьера
Начал работу в футбольном судействе в 2004 году. Дебютировал на международной арене 20 августа 2008 года, судейством матча между сборными Уэльса и Грузии. Судил матчи молодежного чемпионата Европы 2013 года (включая финальный поединок), также судил матчи Лиги Европы УЕФА и Лиги чемпионов УЕФА.
Привлекался к матчам квалификационного отбора чемпионатов Европы 2012 и 2016 годов, а также чемпионата мира 2014 года.

## Матчи национальных сборных
| Дата | Матч                   | Счет  | Турнир            |   | Друга на · Вилучений |   |
| ---- | ---------------------- | ----- | ----------------- | - | -------------------- | - |
| 2008 | Уэльс — Грузия         | 1 — 2 | Товарищеский матч | 1 | 0                    | 0 |
| 2010 | Франия — Люксембург    | 2 — 0 | Квалификация ЧЕ   | 1 | 1                    | 0 |
| 2011 | Нидерланды — Молдавия  | 1 — 0 | Квалификация ЧЕ   | 1 | 0                    | 0 |
| 2012 | Азербайджан — Израиль  | 1 — 1 | Квалификация ЧЕ   | 4 | 0                    | 0 |
| 2013 | Испания — Россия       | 1 — 0 | МЧЕ 2013          | 3 | 0                    | 0 |
| 2013 | Россия — Германия      | 1 — 2 | МЧЕ 2013          | 6 | 0                    | 1 |
| 2013 | Испания — Италия       | 4 — 2 | МЧЕ 2013          | 6 | 0                    | 0 |
| 2013 | Турция — Гана          | 2 — 2 | Товарищеский матч | 3 | 0                    | 0 |
| 2013 | Мальта — Чехия         | 1 — 4 | Квалификация ЧМ   | 2 | 0                    | 0 |
| 2014 | Австрия — Исландия     | 1 — 1 | Товарищеский матч | 3 | 0                    | 0 |
| 2014 | Нидерланды — Казахстан | 3 — 1 | Квалификация ЧЕ   | 4 | 0                    | 1 |
| 2015 | Хорватия — Гибралтар   | 4 — 0 | Товарищеский матч | 2 | 0                    | 0 |
| 2015 | Финляндия — Венгрия    | 0 — 1 | Квалификация ЧЕ   | 8 | 0                    | 0 |